# Benedict Smith (Schauspieler)
Benedict Smith (* vor 1984) ist ein britischer Theater- und Filmschauspieler, Synchronsprecher und Podcaster.

## Leben
Smith lernte das Schauspiel an der Royal Academy of Dramatic Art. Erste Fernsehauftritte hatte er in den Fernsehserien The Bill, Der Preis des Verbrechens und Doctors. Von 2008 bis 2009 übernahm er in insgesamt 13 Episoden der Fernsehserie Life Bites die Rolle des Harvey. 2012 mimte er in dem Tierhorrorfernsehfilm Lake Placid 4 die Rolle des Max Loflin. Nach einer Episode der Fernsehserie Casualty wirkte er ab 2013 in mehreren Kurzfilmen mit.
Er ist auch als Theaterdarsteller tätig. 2018 spielte er im Stück Dracula der The Touring Consortium Theatre Company mit. Seit der COVID-19-Pandemie ist er ebenfalls als Podcaster tätig.

## Filmografie (Auswahl)
- 2005: The Bill (Fernsehserie, Episode 21x52)
- 2006–2007: Der Preis des Verbrechens (Trial & Retribution, Fernsehserie, 2 Episoden)
- 2007: Doctors (Fernsehserie, Episode 8x121)
- 2008–2009: Life Bites (Fernsehserie, 13 Episoden)
- 2009: The Bill (Fernsehserie, Episode 25x10)
- 2009: The Impressions Show with Culshaw and Stephenson (Fernsehserie, 3 Episoden)
- 2012: Lake Placid 4 (Lake Placid: The Final Chapter, Fernsehfilm)
- 2012: Jesus Christ Superstar: Live Arena Tour
- 2012: Casualty (Fernsehserie, Episode 27x14)
- 2013: Streets in the Sky (Kurzfilm)
- 2014: Love Always (Kurzfilm)
- 2014: Action (Kurzfilm)
- 2014: Les Yeux Sur La Femmes (Kurzfilm)

## Theater (Auswahl)
- 2011: The Love of the Nightingale, Regie: Simon Pittman (Rough Fiction)
- 2012: No Ball Games, Regie: Robert Salmon (New Wolsey Theatre)
- 2016: Blue Man Group – New York/Berlin, Regie: Randall Jaynes (Cirque du Soleil)
- 2017: The Space Between Everything, Regie: Matthew Harrison (Bunker Theatre)
- 2018: Dracula UK Tour, Regie: Eduard Lewis (Touring Consortium)
- 2019: Blue Man Group World Tour, Regie: David Bray (Cirque du Soleil)
- 2020: Mousetrap UK Tour, Regie: Gareth Armstrong (Sgt. Trotter/Christopher Wren)